# Оски
Оски (лат. Osci) (такође познати као Опики или Опски) су били италско племе у јужној Италији које је настањивало сјеверну Кампанију прије него што се трајно населило у области на граници Лацијума и Кампаније. Тада су се за власт над Кампанијом борили с Етрурцима.
Антих, који се сматра главним Тукидидовим извором за историју западних подручја, касније је то племе идентификовао као Аурунци које су освојили и широм Кампаније и другдје раселили Самнити. Осканско је име преживјело због језика којим су говорили и који се називао оскански.

## Сукоб и покоравање
На почетку 5. вијека п. н. е. Оски су се борили с Римљанима за Агер Помптинус, подручје у Лацијуму између Монти Албани и обале Тиренског мора. Оски су били земљорадници, па је то подручје - с плодним тлом - било од изузетне важности за Оске. Они су у том сукобу, међутим, поражени од Римљана. Касније су их покорили Самнити, ратнички народ који је такође говорио оскански језик.
За вријеме првог самнитског рата (343-341. п. н. е.), Рим је освојио сјеверну Кампанију. Према Ливију Оски су били разлог тог рата. Он је започео након што су Самнити без повода напали Сидицине (оскански кантон у сјеверној Кампанији), на што су Сидицини побјегли у друге дијелове Кампаније, гдје су их Саминити гонили, па се на крају Кампанија обратила Римљанима за помоћ, који су рат искористили као прилику да их ставе под своју власт.